# 1952 في البرتغال
فيما يلي قوائم الأحداث التي وقعت خلال عام 1952 في البرتغال.

## رياضة
- 1 يناير – الدوري البرتغالي الممتاز 1951-52 الفائز سبورتينغ لشبونة.

## مواليد

### يناير
- 1 يناير – ريتا آزيفيدو غوميز

### فبراير
- 1 فبراير – أنتونيو ليما بيريرا لاعب كرة قدم برتغالي.
- 21 فبراير – فرناندو غوميز لاعب كرة سلة برتغالي.

### أبريل
- 26 أبريل – فرناندو أولريش عالم اقتصاد برتغالي.

### يونيو
- 10 يونيو – أنتونيو أوليفيرا لاعب كرة قدم برتغالي.
- 20 يونيو – كارلوس كابرال

### يوليو
- 25 يوليو – إدواردو سوتو دي مورا مهندس معماري برتغالي.
- 27 يوليو – جواو مانويل ميغيل رياضي برتغالي.

### نوفمبر
- 14 نوفمبر – أنطونيو غارسيا بيريرا سياسي برتغالي.

### ديسمبر
- 5 ديسمبر – جواو ألفيس

## وفيات

### سبتمبر
- 19 سبتمبر – ماريا ماتوس (مواليد 1890) ممثلة برتغالية.
- 24 سبتمبر – كارمين سانتوس (مواليد 1904)